# 5682 Beresford
5682 Beresford (1990 TB) là một tiểu hành tinh bay qua Sao Hỏa được phát hiện ngày 9 tháng 10 năm 1990 bởi R. H. McNaught ở Siding Spring.